# Barrios Rocks
Die Barrios Rocks (spanisch Islote Barrios ‚Barriosinsel‘) sind eine Gruppe kleiner Rifffelsen vor der Westküste des nördlichen Grahamlands der Antarktischen Halbinsel. Sie liegen 1,5 km westlich des Toro Point der Trinity-Halbinsel und ebensoweit südwestlich der Insel Kopaitic-Insel in der Gruppe der Duroch-Inseln vor der Einfahrt zur Huon Bay.
Teilnehmer der Zweiten Chilenischen Antarktisexpedition (1947–1948), die sie als einzelne Insel kartierten, benannten sie nach General Guillermo Barrios Tirado (1893–1952), damaliger Oberkommandierender der chilenischen Streitkräfte. Luftaufnahmen dieses Objekts zeigen drei kleine und nebeneinanderliegende Rifffelsen.